# Hey Love (Can I Have a Word)
Pour les articles homonymes, voir Hey Love (homonymie).
 (janvier 2023).
Si vous disposez d'ouvrages ou d'articles de référence ou si vous connaissez des sites web de qualité traitant du thème abordé ici, merci de compléter l'article en donnant les références utiles à sa vérifiabilité et en les liant à la section « Notes et références ».

Hey Love (Can I Have a Word) est une chanson de R. Kelly parue sur l'album Born into the 90's en 1992, sortie en single au Royaume-Uni en février 1993.
Il s'agit d'une reprise du titre Hey Love de Stevie Wonder sortie en 1966.

## Classements
| Classements / Pays (1993) | Meilleure position |
| ------------------------- | ------------------ |
| Billboard Hot 100         | 101                |
| Royaume-Uni               | 90                 |